# Alexander Varga von Kibéd
Alexander Varga von Kibéd und Makfalva (ungarisch: Sándor Kibédi Varga) (* 18. März 1902 in Szentgerice, Österreich-Ungarn, heute: Gălăţeni, Rumänien; † 17. Juni 1986 in München) war ein ungarisch-deutscher Philosoph.

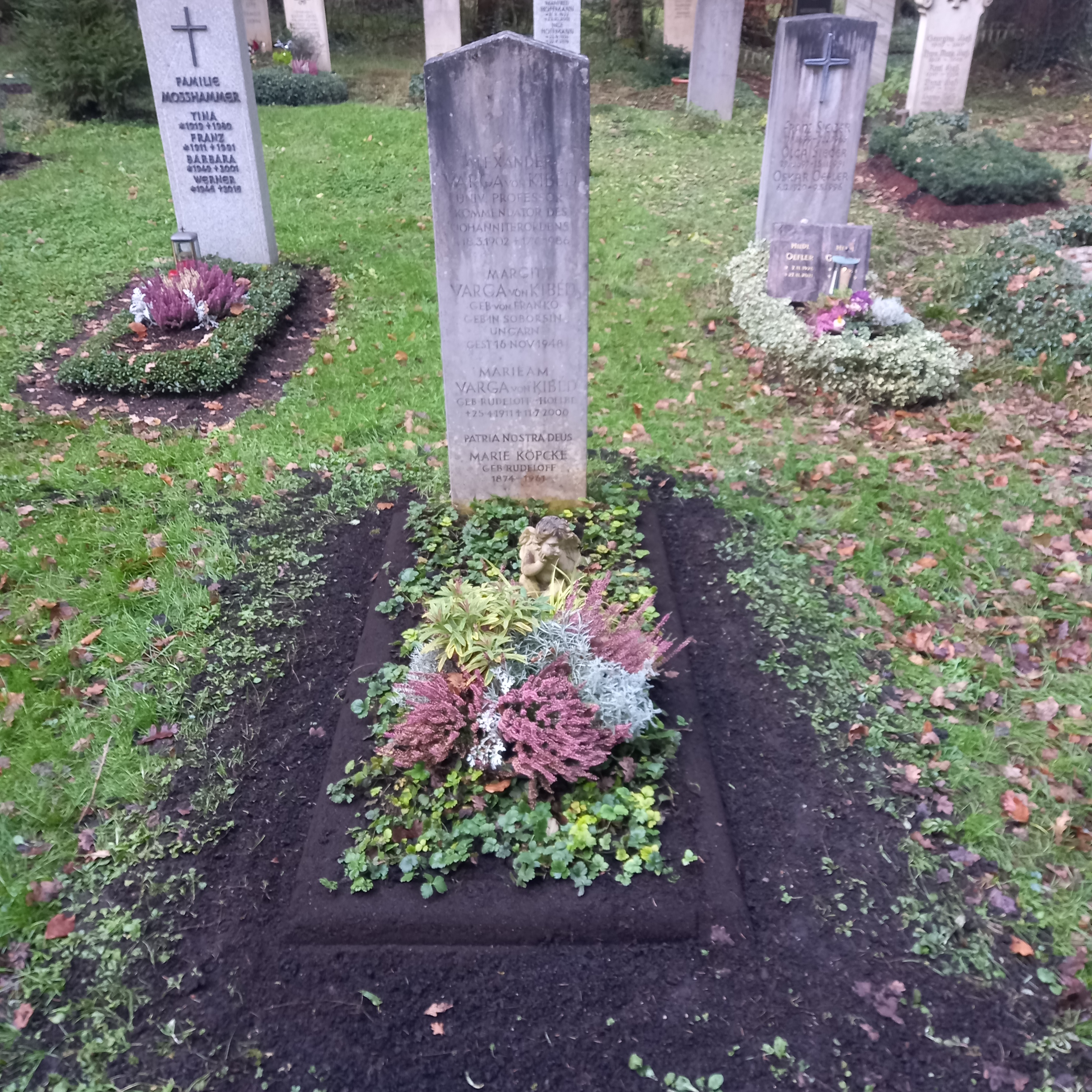
Das Grab von Alexander Varga von Kibéd und seiner Ehefrauen Margrit geborene von Franko und Marieamalie geborene Rudeloff auf dem Waldfriedhof (München)

## Leben
Nach Besuch des Gymnasiums in Kolozsvár studierte Alexander Varga von Kibéd Philosophie an den Universitäten Szeged, Budapest, Berlin und Heidelberg. Nach Lehrtätigkeit an der Universität Budapest war er ab 1951 Professor an der Ludwig-Maximilians-Universität München, ab 1959 auch an der Pädagogischen Hochschule München. Varga von Kibéds Hauptinteresse galt der Erkenntnistheorie und der Transzendentalphilosophie; er galt als Spezialist für die Philosophie Immanuel Kants.

## Familie
Varga von Kibéd entstammte väterlicherseits einer ungarischen Adelsfamilie; seine Mutter war ebenfalls eine ungarische Adlige. Er war zweimal verheiratet. Mit seiner ersten Ehefrau hatte er zwei Söhne; aus seiner zweiten Ehe mit Mariamalie, geb. Rudeloff, der verwitweten Frau von Rolf Hetsch, entstammt Matthias Varga von Kibéd, der ebenfalls Philosoph wurde.

## Ehrungen
- Regierender Kommandator des Johanniterordens

## Werke
Außer seinen philosophischen Fachveröffentlichungen wurden viel beachtet:
- Defensio philosophiae: über die Notwendigkeit der Philosophie. Uni-Druck, München 1970, ISBN 3-87821-069-8
- Das Wesen des Ungartums. Uni-Druck, München 1977, ISBN 3-87821-152-X; Aufsatz im Web (PDF-Dokument, fünfsprachig; 556 kB)